# Peter Ghyssaert
Peter Ghyssaert (Wilrijk, 1966) is een Vlaams dichter en musicus. Hij studeerde muziekgeschiedenis, viool en kamermuziek aan de conservatoria van Brussel en Antwerpen. Als dichter debuteerde hij in 1991 met de bundel Honingtuin en publiceerde sindsdien nog acht dichtbundels.
Ghyssaerts werk werd tweemaal genomineerd voor de VSB Poëzieprijs, en was te gast op onder meer Poetry International, Dichter aan Huis, Nacht van de Poëzie en de Maastricht International Poetry Nights. Zijn werk werd meermaals bekroond, met onder andere de Poëzieprijs De Vlaamse Gids en de Lucy B. en C.W. van der Hoogtprijs voor Cameo en de Poëzieprijs Antwerpen voor Sneeuwboekhouding.